# Christer Rake
Christer Rake (* 19. März 1987) ist ein ehemaliger norwegischer Radrennfahrer.

## Sportlicher Werdegang
Christer Rake wurde 2005 norwegischer Meister im Teamzeitfahren der Jugendklasse. Im darauf folgenden Jahr fuhr er für das dänische Continental Team Glud & Marstrand Horsens und 2007 wechselte er zur norwegischen Mannschaft Sparebanken Vest. In der Saison 2009 wurde er Vierter im Straßenrennen der nationalen Meisterschaft und bei der Weltmeisterschaft in Mendrisio belegte er den 13. Platz im Straßenrennen der U23-Klasse. Darüber hinaus erzielte er zahlreiche Top-10-Platzierungen bei Rennen des internationalen Kalenders.
Im Jahr 2010 wechselte Rake zum Team Joker-Bianchi. Im selben Jahr gewann er die vierte Etappe beim Ringerike Grand Prix und konnte so auch die Gesamtwertung für sich entscheiden. 2011 konnte er mit dem Gewinn der letzten Etappe der Tour of Norway einen weiteren Sieg seinem Palmarès hinzufügen.
Nach der Saison 2012 beendete Rake im Alter von 25 Jahren seine Karriere als Radrennfahrer.

## Erfolge
2010
- Gesamtwertung und eine Etappe Ringerike Grand Prix

2011
- eine Etappe Tour of Norway